# 志村和次郎
志村 和次郎（しむら かずじろう）は、日本の経営コンサルタント。

## 経歴
1961年同志社大学法学部卒業。伊藤忠商事、ヤマハ発動機などを経て、日本ビジネスブレイン株式会社を設立。各種起業支援、コンサルティングに従事する。現在、ニュービジネスブレイン機構代表理事。著書多数。

## 著書
- 惰性を断つ経営戦略
- 経営情報管理の実践
- 戦略的経営計画の立て方
- 経営分析・経営計画のための情報活用の技法
- マーケティング・営業管理のための情報活用の技法
- 経理・財務管理のための情報活用の技法
- 人事・総務のための情報活用の技法
- Excel 連結・キャッシュフロー実践フォーム集

など。経営分野以外では、
- 新島襄とその高弟たち 時代に挑んだ6人の実像

がある。